# Costituzione del Partito Comunista Cinese

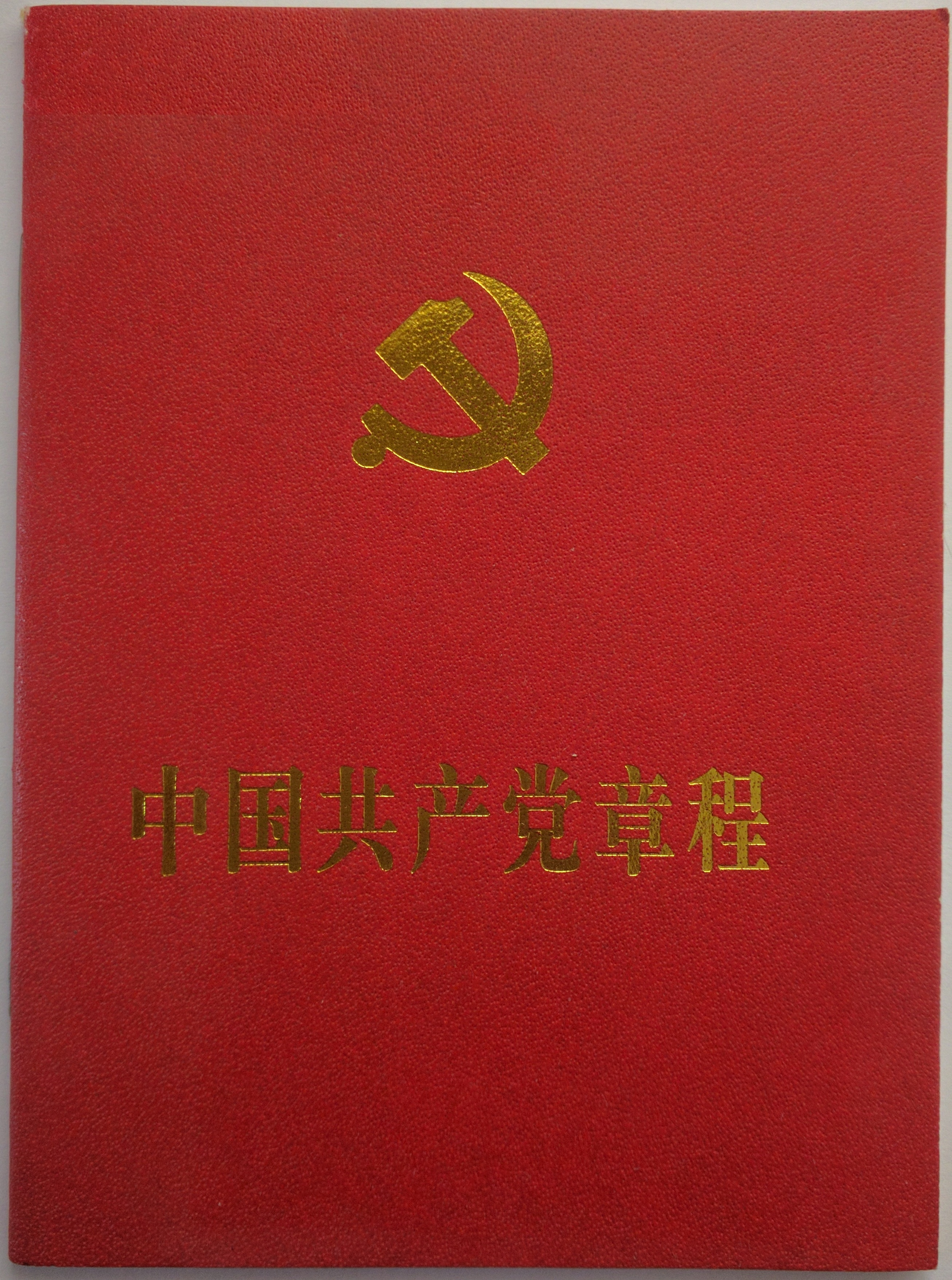
Copertina dell'edizione del 2007 della Costituzione del PCC.

La Costituzione del Partito Comunista Cinese (中國共産黨章程T, 中国共产党章程S, Zhōngguó gòngchǎndǎng zhāngchéngP) è la carta fondamentale del PCC. È formata da 55 articoli e include contenuti riguardanti il programma generale, l'iscrizione, il sistema organizzativo, le organizzazioni centrali, locali e primarie, i quadri del partito e la disciplina interna, gli organi per l'ispezione, i gruppi dei membri principali, le relazioni tra il Partito e la Lega della Gioventù Comunista Cinese, l'emblema e la bandiera del PCC. 

## Storia
La prima Costituzione del Partito Comunista Cinese è stata approvata nel luglio 1921 in occasione del I Congresso nazionale. Nel corso della sua esistenza, il Partito Comunista Cinese ha modificato più volte la propria costituzione e molti degli emendamenti tra il I e il VI Congresso nazionale furono formulati con la guida diretta e l'aiuto del Comintern. Durante il VII Congresso nazionale del 1945, il Partito modificò la propria costituzione in modo indipendente successivamente allo scioglimento del Comintern avvenuto nel 1943. Inoltre, il pensiero di Mao Zedong divenne ufficialmente l'ideologia guida del Partito.
Negli anni successivi, la Costituzione fu modificata e ampliata a seguito degli sviluppi politici della Cina. Il XIV Congresso nazionale del 1992 incluse il socialismo con caratteristiche cinesi di Deng Xiaoping nel testo costituzionale, divenendo un'ideologia ufficiale soltanto nel 1997 con il XV Congresso nazionale.
Ulteriori modifiche al programma generale furono fatte durante il XVI Congresso nazionale nel novembre 2002, con l'introduzione della "Teoria delle tre rappresentanze", e durante il XVII Congresso nazionale del 2007, con l'aggiunta del "Concetto scientifico dello sviluppo".
Il 24 ottobre del 2017, il XIX Congresso nazionale modificò la Costituzione del PCC introducendo il pensiero di Xi Jinping tra le ideologie ufficiali del Partito Comunista Cinese.

## Contenuto

Bandiera del PCC con il simbolo dorato, secondo quanto stabilito dagli artt. 53 e 54.

Il principio organizzativo che guida il sistema politico della Repubblica Popolare Cinese è il "centralismo democratico" di ispirazione leninista. All'interno del sistema, l'aspetto democratico richiede la partecipazione e l'espressione di opinioni su questioni politiche chiave da parte dei membri a tutti i livelli dell'organizzazione del partito. Il tutto dipende da un costante processo di consultazione e di indagine. Allo stesso tempo, l'aspetto centralista richiede che i livelli organizzativi subordinati seguano i dettami dei livelli superiori. Una volta che il dibattito ha raggiunto il livello più alto e sono state prese le decisioni in merito alla politica, tutti i membri del partito sono tenuti a sostenere il Comitato centrale.
La costituzione enfatizza il ruolo del partito nella promozione della democrazia socialista, nello sviluppo e nel rafforzamento di un sistema legale socialista e nel consolidamento della volontà pubblica di attuare il programma di modernizzazione.

### Programma generale
Il programma generale si apre delineando il ruolo avuto dal Partito Comunista Cinese nella storia della Repubblica Popolare Cinese e descrivendo le ideologie alla base del suo pensiero politico, ovvero il marxismo-leninismo, il maoismo, la teoria di Deng Xiaoping, la teoria delle tre rappresentanze, il concetto scientifico dello sviluppo e il pensiero di Xi Jinping.
In seguito, viene affermato che il PCC e i suoi membri hanno il dovere di continuare il processo di apertura del paese e di mantenere vivo il socialismo con caratteristiche cinesi, migliorando il sistema economico nazionale dove la proprietà pubblica ha un ruolo dominante. L'obiettivo principale del Partito è lo sviluppo del paese e quello di guidare il popolo in uno sforzo comune verso l'autosufficienza e la completa realizzazione del socialismo.
Il PCC ha inoltre il compito di mantenere il controllo assoluto dell'Esercito Popolare di Liberazione e di altre forze armate seguendo il pensiero di Xi Jinping.

### Capitoli
Il programma generale è seguito da cinquantacinque articoli raggruppati in undici capitoli.
1. Membri (artt. 1-9): in base al primo capitolo, può iscriversi al PCC chiunque abbia compiuto il diciottesimo anno di età e sia favorevole alla linea e agli ideali del partito, senza alcuna distinzione di classe o sesso.[11] Ogni iscritto deve seguire alcuni obblighi come lo studio delle ideologie ufficiali del PCC, l'osservanza delle politiche e della disciplina adottate dal Partito, la pratica della critica e dell'autocritica, porre il popolo cinese al primo posto e mantenere un forte legame con esso.[12] Gli iscritti hanno il diritto di partecipare agli incontri e alle votazioni del Partito, di proporre suggerimenti, modifiche o critiche "ben fondate" sull'operato e di presentare appelli o accuse davanti ad un'organizzazione interna superiore in casi rilevanti.[13] Per iscriversi al PCC, il candidato deve presentare un modulo d'iscrizione ad una sezione del partito e deve essere raccomandato da due membri; questi ultimi devono comprendere e studiare il pensiero, il carattere, il curriculum e la performance lavorativa del candidato, spiegandogli il programma e la Costituzione del PCC nonché gli obblighi e i doveri.[14] Prima dell'approvazione, il Comitato locale deve discutere l'integrità politica del candidato e nominare alcuni membri per parlare con lui e conoscerlo meglio.[15] Una volta accettata l'iscrizione, il nuovo membro deve prestare giuramento davanti alla bandiera del PCC ed essere sottoposto ad un periodo di prova dalla durata variabile.[16] Ogni iscritto ha la facoltà di ritirarsi autonomamente dal partito, ma la revoca dell'iscrizione può avvenire anche d'ufficio nel caso in cui il membro non sia partecipe alla vita politica del partito o mostri un comportamento contrario ai valori del PCC.[17]
2. Sistema organizzativo (artt. 10-18): in questo capitolo, si descrive il sistema di gerarchie tra le organizzazioni interne in base al principio del centralismo democratico. Formati per via elettiva, gli organi più alti sono il Congresso nazionale e il Comitato centrale, ed entrambi sono tenuti ad ascoltare le organizzazioni di Partito ai livelli inferiori scambiandosi informazioni.[18] Tuttavia, soltanto il Comitato centrale e il Congresso possono prendere decisioni a livello nazionale, ma ogni organo deve rispettare il volere dei membri e sostenere la minoranza rispettando la maggioranza.[19]
3. Organizzazioni centrali (artt. 19-24): nel terzo capitolo, vengono descritti i compiti, i poteri e le funzioni del Congresso e del Comitato centrale nonché le relazioni tra i due organi. Il Congresso nazionale si tiene ogni cinque anni, elegge il CC (di durata quinquennale) e la Commissione centrale per l'ispezione della disciplina ed ha la facoltà di revisionare la Costituzione.[20] Durante il periodo tra un Congresso e un altro, il CC deve applicare le risoluzioni, dirigere l'operato del Partito e rappresentarlo nelle relazioni estere.[21] Sono previste inoltre ulteriori suddivisioni interne, tra cui una Commissione militare centrale all'interno dell'Esercito Popolare di Liberazione che risponde direttamente al CC.[22]
4. Organizzazioni locali (artt. 25-29): in questo capitolo, sono descritti i ruoli delle organizzazioni locali del PCC presenti in ogni suddivisione amministrativa della Cina, rispecchiando la relazione tra Congresso nazionale e CC ma a livello di province, prefetture, contee, comuni e villaggi.[23]
5. Organizzazioni a livello primario (artt. 30-34): un'organizzazione di partito a livello primario può essere formata in ogni azienda, comitato di un villaggio, organo di governo, scuola o altri enti, ma almeno tre membri di tale organizzazione devono essere iscritti al Partito Comunista.[24] Questi organi svolgono un ruolo importante per il PCC all'interno degli elementi basilari della società e sono considerati come le fondamenta dell'operato del Partito.[25]
6. Ufficiali del Partito (artt. 35-38): nel sesto capitolo, viene descritto il ruolo degli Ufficiali all'interno del Partito. A differenza degli altri membri, gli ufficiali sono selezionati internamente e devono essere un buon esempio per gli altri iscritti, essendo più fedeli alla causa e alle direttive del PCC, ma sono tenuti a rispettare la Costituzione del Partito.[26]
7. Disciplina interna (artt. 39-44): per mantenere l'integrità e la solidarietà all'interno del PCC, la Costituzione prevede disposizioni e sanzioni disciplinari di crescente intensità per organi o singoli individui, dal semplice ammonimento fino all'espulsione.[27]
8. Organi del Partito per l'ispezione della disciplina (artt. 45-47): gli organismi preposti al controllo della disciplina interna sono la Commissione Centrale per l'ispezione della disciplina (sotto la leadership del Comitato Centrale) e le Commissioni a livello di ogni suddivisione.[28]
9. Gruppi guida dei membri del Partito (artt. 48-50): tali gruppi rappresentano la leadership principale comunista all'interno di organi statali locali, organizzazioni popolari, istituzioni economiche o culturali, oppure in altre organizzazioni non affiliate al PCC.[29]
10. Relazione tra il PCC e la Lega della Gioventù Comunista Cinese (artt. 51-52): in base al decimo capitolo, ogni livello del PCC ha la leadership assoluta sull'organizzazione giovanile del rispettivo livello, e i segretari dei comitati della Lega possono partecipare agli incontri del Partito come membri non votanti.[30]
11. Emblema e bandiera del Partito (artt. 53-55): nel capitolo conclusivo si definiscono i simboli del Partito, ovvero lo stemma "falce e martello" e la bandiera rossa con l'emblema dorato.[7]

### Costituzioni precedenti al 2017
- (EN) Constitution of the Communist Party of China, su 16th National Congress of CPC, 14 novembre 2002. URL consultato il 2 gennaio 2020 (archiviato dall'url originale il 1º dicembre 2002).
- (EN) Constitution of Communist Party of China, su china.org.cn, 14 novembre 2012. URL consultato il 2 gennaio 2020.
- (ZH) 中国共产党章程, su dangshi.people.com.cn, 14 novembre 2012. URL consultato il 2 gennaio 2020.
- (EN) Constitution of Communist Party of China, su People's Daily, 14 novembre 2012. URL consultato il 2 gennaio 2020.